# Torroella de Montgrí
Torroella de Montgrí – gmina w Hiszpanii, w prowincji Girona, w Katalonii, o powierzchni 66,11 km². W 2011 roku gmina liczyła 11 494 mieszkańców.